# Otto Mierzowski
Otto Mierzowski (* 19. Februar 1924 in Gleiwitz; † 8. Februar 2012 in Münster) war ein deutscher Fußballspieler. Der Torwart absolvierte von 1948 bis 1954 in der Oberliga West für Preußen Münster 134 Ligaspiele und stand am 30. Juni 1951 mit den Preußen im Finale um die deutsche Fußballmeisterschaft.

## Laufbahn

### Gleiwitz
Mierzowski begann mit dem Fußballspielen bei Vorwärts-Rasensport Gleiwitz. Als Meister der Sportbereichsklasse Schlesien nahm er mit dem Verein an der deutschen Meisterschaft 1940 teil; man erreichte in der ersten Runde den zweiten Platz – vor der NSTG Graslitz und hinter dem SK Rapid Wien – und schied damit bereits in der Gruppenphase aus; Mierzowski hatte dabei mit den Grün-Weißen als 16-Jähriger am 9. Juni das letzte Gruppenspiel gegen Graslitz (4:4) bestritten. Im darauffolgenden Jahr konnte man sich als Schlesischer Meister erneut für die Endrunde um die deutsche Meisterschaft qualifizieren. Der Verein konnte sich zwar zunächst gegen den LSV Stettin (3:1 und 2:3) und Preußen Danzig (0:0 – beim 4:1 im Rückspiel nicht eingesetzt) durchsetzten, verlor jedoch beide Gruppenfinals gegen den Dresdner SC (nicht eingesetzt). Vier Endrundenspiele um die deutsche Meisterschaft absolvierte das Torhütertalent insgesamt in den Jahren 1940 und 1941 für VR Gleiwitz mit den Mitspielern Wilhelm Kroppa, Alfred Wydra, Ernst Plener und Reinhard Schaletzki. Im Wettbewerb des Tschammerpokal nahm er am 3. beziehungsweise 24. August 1941 an den Spielen gegen Breslau SpVg (6:1) und im Achtelfinale gegen den FK Austria Wien (0:8) teil. Dabei erfuhr er in Wien eine Lehrstunde durch die Austria-Könner um Karl Sesta, Johann Mock, Leopold Neumer und Josef Stroh.

### Münster, 1946 bis 1954
Nach der Rückkehr aus der Kriegsgefangenschaft fand der 1,93 Meter große Torwart-Hüne ab 1946 bei Preußen eine neue sportliche Heimat. In der Saison 1947/48 feierte er mit seinen Mannschaftskameraden die Meisterschaft in der Landesliga Westfalen, Gruppe 2. Nach fünf Aufstiegsspielen gegen den Meister der Gruppe 1, SuS Recklinghausen, errang er unter Trainer Willi Multhaup die Westfalenmeisterschaft und damit den Aufstieg in die Oberliga West. Damit hatte die Provinzialhauptstadt und damit auch das ganze Münsterland nunmehr einen Vertreter in der Erstklassigkeit des Westdeutschen Fußballverbandes. Die herausragende Torhüterleistung des Preußen-Keepers wurde durch den Einsatz am 4. April 1948 in Köln beim Repräsentativspiel von Westdeutschland gegen Norddeutschland ausgezeichnet. Beim 3:0-Erfolg der West-Auswahl spielte er mit Verteidiger Paul Janes, Außenläufer Georg Gawliczek, Mittelläufer Otto Tibulski und Mittelstürmer August Gottschalk zusammen. Das erste Oberligaspiel gewann der Torhüter mit den Adlerträgern am 12. September 1948 mit 1:0 gegen Fortuna Düsseldorf. Die Weststaffel trat 1948/49 mit 13 Vereinen an und der Aufsteiger belegte den vierten Rang. Mierzowski absolvierte alle 24 Rundenspiele. Am 8. Mai 1949 stand der Rückhalt der Preußen-Elf im Tor der Westauswahl, die in Bremen ein Repräsentativspiel gegen Norddeutschland bestritt. Das Spiel endete 1:1 und im Feld formierte sich vor dem Torhüter die Defensive mit Paul Janes, Kurt Borkenhagen, Paul Mebus, Paul Matzkowski und Erich Schanko.
Zur Runde 1949/50 kamen mit Josef Lammers und Siegfried Rachuba zwei Verstärkungen für die Offensive zur Preußen-Elf. Mit den weiteren Neuzugängen Felix Gerritzen, Alfred Preißler und Rudolf Schulz zur Saison 1950/51 war der sogenannte „Hunderttausend-Mark-Sturm“ komplett. Als Zweitplatzierter der Oberliga West 1950/51 qualifizierte sich die Mannschaft um Torwart Mierzowski, er hatte 29 von 30 Rundenspielen unter Trainer Ferdinand Fabra absolviert, für die deutsche Meisterschaftsendrunde. Der Spielführer stand bei allen sechs Vorrundenspielen zwischen den Pfosten (2:1 und 6:4 – 3:1 und 1:5 – 2:3 und 8:2). Im Finale um die deutsche Meisterschaft unterlag man dem 1. FC Kaiserslautern im Berliner Olympiastadion schließlich vor 107.000 Zuschauern nach einer 1:0-Führung noch mit 1:2. Extra zur Endrunde hatte man Trainer Willi Multhaup wieder nach Münster geholt. Noch in der Saison 1952/53 kam Mierzowski für Münster zu einem DFB-Pokal-Einsatz. Die letzten Spiele für Münster in der Oberliga West absolvierte der mehrfache Studentennationalspieler in den Anfangswochen der Saison 1953/54. Es waren die ersten sechs Rundenspiele gegen Bayer Leverkusen (4:0), Schwarz-Weiß Essen (1:1), STV Horst Emscher (3:0), Preußen Dellbrück (2:0), Alemannia Aachen (1:2) und am 20. September 1953 gegen den Meidericher SV. Mit dem 3:3-Remis gegen die „Zebras“ beendete der Bauingenieur seine sportliche Laufbahn und widmete sich intensiv seinem Statikerbüro.
Mierzowski starb Anfang Februar 2012 im Alter von 87 Jahren; er wurde auf dem Zentralfriedhof Münster beigesetzt.

### Daten zu den Endrunden um die deutsche Meisterschaft
- Deutsche Fußballmeisterschaft 1939/40 für Vorwärts-Rasensport Gleiwitz: ein Einsatz, vier Gegentore (Gruppenphase)
- Deutsche Fußballmeisterschaft 1940/41 für Vorwärts-Rasensport Gleiwitz: drei Einsätze, vier Gegentore (Gruppenphase)
- Deutsche Fußballmeisterschaft 1950/51 für Preußen Münster: sieben Einsätze, 18 Gegentore (deutscher Vizemeister)

## Familie
Sein Sohn Michael spielte in der Handball-Bundesliga, u. a. bei TuSEM Essen, TuS Wellinghofen und dem TV Emsdetten, und war Handball-Trainer bei Eintracht Hiltrup und Sparta Münster.